# Tommaso Ammanati
Tommaso Ammanati, dit le cardinal napolitain (né à Pistoia en Toscane, Italie, et mort à Avignon, le 9 décembre 1396 ) est un pseudo-cardinal italien du XIVe siècle créé par l'antipape d'Avignon Clément VII. Il est le frère du pseudo-cardinal Bonifacio Ammannati (1397).

## Biographie
Tommaso Ammanati est auditeur à la Rote romaine, référendaire du pape à Avignon et archidiacre de Sankt Castor de Cardona, dans le diocèse de Trèves. En 1374 il est nommé évêque de Nemosia à Chypre et légat apostolique auprès de l'empereur Charles IV. Ammanati abandonne l'obédience du pape Urbain VI et joint l'obédience de l'antipape Clément VII. Il est promu archevêque de Naples en 1379.
L'antipape Clément VII le crée cardinal lors du consistoire du 12 juillet 1385. Le cardinal Ammanati participe au conclave de 1394 lors duquel l'antipape Benoît XIII est élu et est vicaire de l'église de Draguignan.